# Ilex vismiifolia
Ilex vismiifolia är en järneksväxtart som beskrevs av Reiss. Ilex vismiifolia ingår i släktet järnekar, och familjen järneksväxter. Inga underarter finns listade i Catalogue of Life.